# アレクサンダー・ヴィーツェルツァック
アレクサンダー・ヴィーツェルツァック（Alexander Wieczerzak 1991年3月22日- ）はドイツの柔道選手。得意技は寝技。階級は81kg級。

## 人物
2010年の世界ジュニア73kg級で優勝した。その後階級を81kg級に上げると、2014年のグランドスラム・東京で3位となった。2015年にはヨーロッパ競技大会で3位だった。世界選手権では4回戦で敗れたものの、3回戦で寝技の得意なアメリカのトラヴィス・スティーブンスを絞め技で破った。2016年のリオデジャネイロオリンピックにはより活躍していたスヴェン・マレシュがいたために出場できなかった。ここ最近は国際大会でこれといった実績を残していなかったために世界ランキング124位で出場した2017年の世界選手権では、2回戦でカナダのアントワーヌ・ヴァロア＝フォルティエを延長戦での技ありで破り、3回戦では世界ランキング1位であるロシアのアラン・フベツォフに技あり3つを取って快勝するなどして準決勝まで進むと、リオデジャネイロオリンピック金メダリストであるロシアのハサン・ハルムルザエフも技ありで破った。決勝では世界ランキング61位であるイタリアのマッテオ・マルコンチーニとの伏兵対決になると、絞め技で破って世界チャンピオンとなった。今回の優勝で世界ランキングも一挙に8位まで上昇した。2018年の世界選手権では3位にとどまり、2連覇はならなかった。2021年の東京オリンピックには出場できなかった。

## 主な戦績
- 2010年 - 世界ジュニア　優勝（73kg級）
- 2013年 - 世界軍人選手権　2位
- 2014年 - グランプリ・デュッセルドルフ　3位
- 2014年 - グランプリ・サムスン　2位
- 2014年 - グランドスラム・東京　3位
- 2015年 - ヨーロッパ競技大会　3位
- 2015年 - グランドスラム・チュメニ　3位
- 2017年 -　世界選手権　優勝
- 2018年 -　世界選手権　3位
- 2019年 - ヨーロッパ競技大会　5位

(出典、JudoInside.com)